# Землетрус у Сичуані (2008)

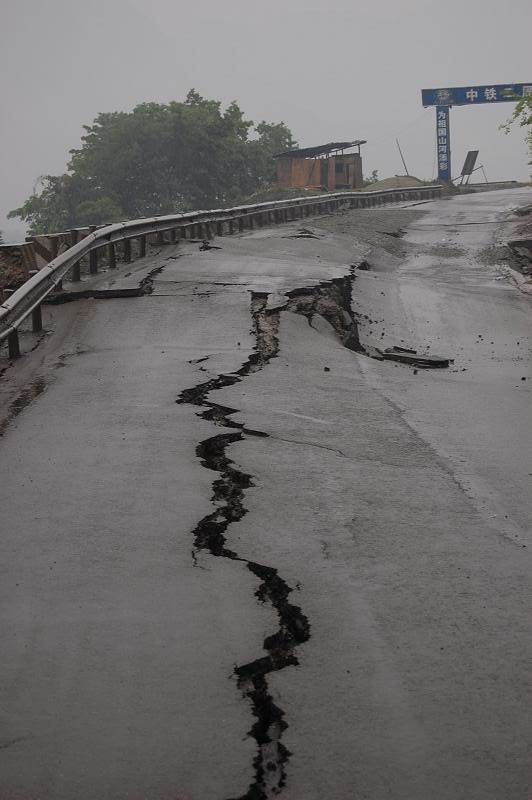
Наслідки Землетрусу

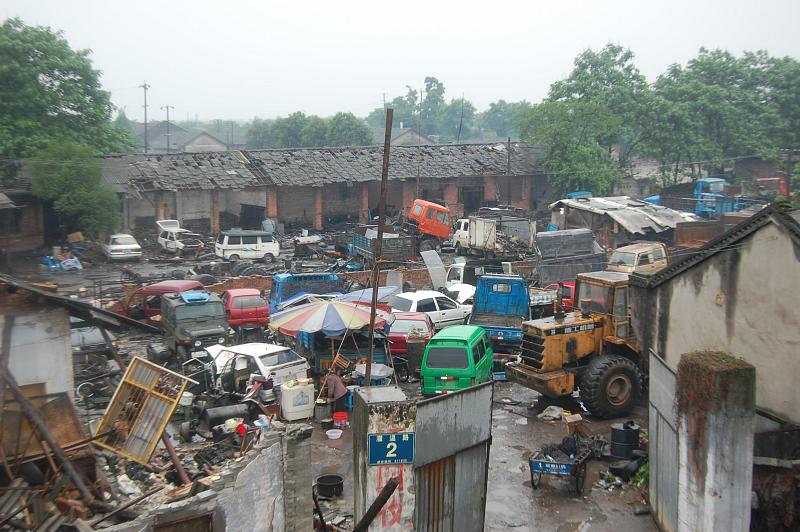

31°01′16″ пн. ш. 103°22′01″ сх. д. / 31.021° пн. ш. 103.367° сх. д.
Землетрус в Сичуані (Китайською 四川大地震; піньїнь: Sìchuān dà dìzhèn) потужністю 7,9 Mw стався о 14:28:01.42 CST (06:28:01.42 UTC) 12 травня 2008 в провінції Сичуань КНР. 
У Китаї цей землетрус отримав назву Веньчуанський землетрус (кит. 汶川大地震, пін. Wènchuān dà dìzhèn) відповідно до назви повіту Веньчуань, на території якого знаходився його епіцентр. 
Епіцентр знаходився на відстані 90 км на північний захід від Ченду, столиці провінції, на глибині 19 км. Землетрус був відчутний далеко за межами провінції, коливання були відчутні в Пекіні та Шанхаї, де офісні будівлі колихалися під дією підземних поштовхів. Також землетрус був відчутний у прилеглих країнах.

## Наслідки
За офіційною статистикою, щонайменше 87 000 людей загинуло, поранено близько 374 200, 18 392 зникло безвісти, більше 45,5 млн людей із 10 провінцій і районів опинилися в зоні сильних поштовхів. Близько 15 млн людей залишили свої будинки і понад 5 млн залишилися без даху над головою. Приблизно 5,36 млн будівель зруйновано і більше 21 млн будинків пошкоджено в провінції Сичуань та інших провінціях. Економічні втрати перевищили трильйон юанів (близько 150 млрд доларів). Цей землетрус забрав найбільше жертв після Тангшанського землетрусу 1976 року, який спричинив загибель 250 000 людей.

### Повідомлення в ЗМІ
- BBC NEWS Video, Quake hits western China [Архівовано 17 травня 2008 у Wayback Machine.]
- Новинар: Землетрус у Китаї: Доля 60 тисяч чоловік залишається невідомою[недоступне посилання з липня 2019]
- Газета по Українські: У Китаї зафіксований новий землетрус: є жертви